# Аферисти (фільм, 1990)
«Аферисти» (рос. Аферисты) — радянський фільм 1990 року режисера Всеволода Шиловського.

## Сюжет
У фільмі розповідається про групу дрібних, по-своєму навіть симпатичних аферистів, які промишляють шахрайством із старовинними іконами.

## У ролях
| Актёр                 | Роль                          |
| --------------------- | ----------------------------- |
| Станіслав Садальський | Рубік                         |
| Мамука Кікалейшвілі   | Філімон                       |
| Всеволод Шиловський   | «Маруся» / Сидір Полікарпович |
| Михайло Кокшенов      | Валерій «Мармелад»            |
| Римма Маркова         | Матрьона                      |
| Ніна Русланова        | Саввишна                      |
| Наталія Крачковська   | Пава                          |
| Михайло Пресняков     | професор                      |
| Вероніка Ізотова      | Лена                          |
| Євген Веснік          | лектор                        |
| Баадур Цуладзе        | Зураб Сидоренко               |
| Лев Борисов           | голова колгоспу Федюшкін      |
| Ніга Маслова          | бухгалтер                     |
| Роман Філіппов        | диякон                        |
| Павло Винник          | капітан                       |
| Владислав Демченко    | Саша                          |
| Микола Сморчков       | епізод                        |

## Знімальна група
- Сценарій: Лев Піскунов, Михайло Пресняков
- Режисер-постановник: Всеволод Шиловський
- Оператор-постановник: Вадим Алісов
- Композитор: Георгій Мовсесян
- Художник-постановник: Віктор Лук'янов